# Entosthodon curvisetus
Entosthodon curvisetus là một loài Rêu trong họ Funariaceae. Loài này được (Schwägr.) Müll. Hal. mô tả khoa học đầu tiên năm 1848.